# Base azotata
In biochimica, per base azotata si intende una delle cinque basi che compongono i nucleotidi del DNA (acido desossiribonucleico) e dell'RNA (acido ribonucleico). Si distinguono in purine e pirimidine:
- purine: adenina e guanina
- pirimidine: citosina, timina e uracile

Nel DNA si trovano entrambe le purine e, tra le pirimidine, citosina e timina. Nell'RNA la timina è sostituita dall'uracile.
Nel DNA le basi si accoppiano a due a due con legami a idrogeno, mentre nell'RNA, essendo questo un filamento unico, non sono legate tra loro.
- DNA: adenina-timina e citosina-guanina.
- RNA: adenina-uracile e citosina-guanina.

In chimica, una base azotata è un qualsiasi composto che manifesta proprietà basiche per via della presenza di un doppietto elettronico non condiviso su un atomo di azoto, ad esempio l'ammoniaca e le ammine.